# Троянда китайська
Троянда китайська (Rosa chinensis) — вид рослин з родини розових (Rosaceae); ендемік Китаю.

## Опис
Випростаний кущ 1–2 м заввишки. Колючки вигнуті або майже відсутні. Листки вічнозелені. Листочків 3–5(7), насичено-зелені та ± блискучі зверху, бліді знизу, зазвичай голі. Прилистки дуже вузькі. Квітки поодинокі або кілька в короткій волоті, зазвичай подвійні, від білого до червоного забарвлення. Квітконіжки довгі, гладкі або залозисті. Чашолистки цілісні, з довгою ниткоподібною верхівкою, висхідні або розкриті після цвітіння, листопадні. Плоди шипшини від яйцюватих до грушоподібних, гладкі, червоні.
Період цвітіння: серпень.

## Поширення
Походить з центральних китайських провінцій Гуйчжоу, Хубей та Сичуань; широко культивується.